# Linea Napoli-Giugliano-Aversa
La linea Napoli-Giugliano-Aversa (detta talvolta anche linea 11 o linea Arcobaleno) è una linea della metropolitana di Napoli che collega la zona nord di Napoli, con capolinea a Piscinola-Scampia, con l'agro aversano, con capolinea Aversa Centro, passando per alcuni comuni dell'agro giuglianese. È gestita dall'Ente Autonomo Volturno e conta attualmente 5 stazioni in servizio. È chiamata "linea Arcobaleno" per i diversi colori delle sue stazioni.
La linea costituisce la ricostruzione e riconversione in metropolitana pesante dell'Alifana bassa, linea ferroviaria a scartamento ridotto dismessa nel 1976. Snodandosi in tre aree territoriali distinte afferenti sia alla città metropolitana di Napoli sia alla provincia di Caserta, risulta essere la prima metropolitana interprovinciale costruita in Italia.

## Storia

### La chiusura della ferrovia Alifana nel 1976
La legge 16 marzo 1976, n. 86 finanziò i lavori di ammodernamento e di raddoppio dell'allora ferrovia Alifana che era stata chiusa nello stesso anno. Il servizio venne sospeso, e sostituito, per un paio di anni, da un servizio di autobus. La chiusura doveva essere temporanea per consentire l'ammodernamento della linea. I finanziamenti vennero riconfermati dalla legge 14 maggio 1981, nº 219 tuttavia, i lavori subirono rallentamenti nel 1984 a causa dell'ostacolo costituito da tre edifici che interferivano con il tracciato della nuova linea.
Nel 2000 venne firmata una convenzione tra gli enti interessati in quanto si ritenne opportuno, al fine di migliorare il servizio della tratta urbana Piscinola - Capodichino dell'ex Ferrovia Alifana, una sua utilizzazione promiscua con la linea 1 della metropolitana di Napoli. Il 30 dicembre dello stesso anno la Giunta Regionale campana con la delibera 7584 approvò la proposta della società di gestione dell'Alifana di utilizzare per la costruzione della linea arcobaleno una tecnologia congruente alla linea 1 della metropolitana di Napoli. Nel dicembre 2001 ripartirono i lavori e venne presentato il nuovo progetto della Metropolitana Regionale della Campania; nella rielaborazione del progetto originale anche la nuova Alifana venne inserita nel nuovo sistema integrato.

### Dal 2002 al 2009: la realizzazione della prima tratta
Il progetto definitivo viene approvato con voto 1467 dell'8 novembre 2002 dal Ministero delle infrastrutture e dei trasporti. Nel 2004 venne abbattuto l'ultimo dei tre edifici di via Rocco Scotellaro a Giugliano che ostacolavano i lavori. Il 16 luglio 2005, in forte ritardo rispetto al previsto, venne inaugurata la prima tratta che collega Piscinola (attuale capolinea) a Mugnano; il 24 aprile 2009 furono aggiunte tre nuove stazioni: Giugliano, Aversa Ippodromo e Aversa Centro portando la tratta in esercizio operativo a circa dieci chilometri.

### I lavori in corso di completamento
Dal 2013 la stazione di Melito, fra le stazioni di Mugnano e Giugliano, è in fase di completamento, seppur con diversi rallentamenti che hanno portato la sua apertura ad essere rimandata di circa 20 anni.
È in costruzione la tratta Piscinola-Scampia-Di Vittorio con quattro nuove fermate (Miano, Regina Margherita, Secondigliano e Di Vittorio) condivise con la linea 1 che andrà a formare un anello. I lavori sono in capo alla Regione Campania e realizzati da EAV.
A partire dal 22 aprile 2017 la Regione Campania promosse il riavvio dei lavori di completamento della tratta Piscinola-Scampia – Capodichino e della stazione di Melito, i cui cantieri erano bloccati da anni a causa di contenziosi.

### Sviluppi futuri
È previsto, secondo il progetto originale, un prolungamento della linea metropolitana dalla stazione di Aversa Centro al comune di Santa Maria Capua Vetere, attraversando Teverola. Tale tracciato riprenderebbe il percorso già servito dalla storica Alifana bassa, dismessa nel 1976. Il progetto è stato sospeso nel 2010 a causa della mancanza di fondi. Il proseguimento potrebbe avvenire sotto forma di linea tranviaria.
Nel 2021, la Giunta regionale della Campania ha incluso il progetto della linea tranviaria tra le proposte candidate a ricevere finanziamenti dal Ministero delle infrastrutture e dei trasporti. L'investimento stimato per la realizzazione del nuovo collegamento, comprensivo del materiale rotabile, ammonta a 209 milioni e 300 mila euro. I tempi di realizzazione, inizialmente previsti, erano stimati in cinque anni. Tuttavia, al 2023 i fondi non risultavano ancora erogati, né era stata convocata la conferenza dei servizi prevista nella fase preliminare. Il progetto, pertanto, rimase sospeso.
A partire dalla stazione Aversa Centro, raggiunta la periferia nord dell'abitato, il percorso seguirebbe nuovamente la direttrice della preesistente ferrovia, discostandosene solo negli ultimi chilometri così da effettuare una curva che consentirà l'affiancamento dei binari rispetto a quelli della ferrovia Roma-Napoli presso la stazione di Santa Maria Capua Vetere, punto di connessione con la linea per Piedimonte Matese, anch'essa gestita da EAV. Su questa nuova tratta sarebbero realizzate le fermate di Teverola Centro, Teverola ASI, Capo Spartimento e Macerata Campania.
In direzione Napoli centro, originariamente, l'attestazione della linea era prevista alla stazione Tribunale, in cui sono presenti due binari per la linea 1 ed un terzo binario adibito a capolinea e tronchino di manovra per effettuare il cambio di verso di percorrenza in direzione Aversa. Tuttavia, si sta progettando di far arrivare i treni nel centro di Napoli, a piazza Garibaldi.
Nel maggio 2024, l'EAV ha sottoscritto un’intesa con il Dipartimento di Architettura e Disegno Industriale dell'Università della Campania Luigi Vanvitelli per supportare la ricerca e lo studio dei paesaggi attraversati dalla linea Alifana, al fine di fornire elementi utili per la richiesta di finanziamento dell’opera.

## Patrimonio artistico

### Stazioni dell'arte
La metropolitana di Napoli è nota per le sue "stazioni dell'arte", caratterizzate per l'integrazione di opere d'arte contemporanea. Anche nelle stazioni della linea "Napoli-Giugliano-Aversa" sono presenti installazioni realizzate da diversi artisti. Tale iniziativa rende ogni stazione un punto di interesse culturale oltre che un nodo di trasporto.

### Reperti archeologici
Nel novembre 2024, durante i lavori per la realizzazione del deposito di Giugliano, sono stati rinvenuti diversi cimeli risalenti alla Seconda guerra mondiale nei pressi di via Appia, vicino all'uscita Aversa-Melito della strada statale 162 NC Asse Mediano. Il ritrovamento, reso noto dalla Soprintendenza dell'area metropolitana di Napoli, comprendeva elmetti, una borraccia, un calamaio in vetro, bombole da gas per fornelli da campo, scatolame e bottiglie, tra cui una di Coca-Cola. L'insieme dei reperti suggerisce la presenza di un accampamento di soldati americani nella zona durante il conflitto.

## Caratteristiche tecniche

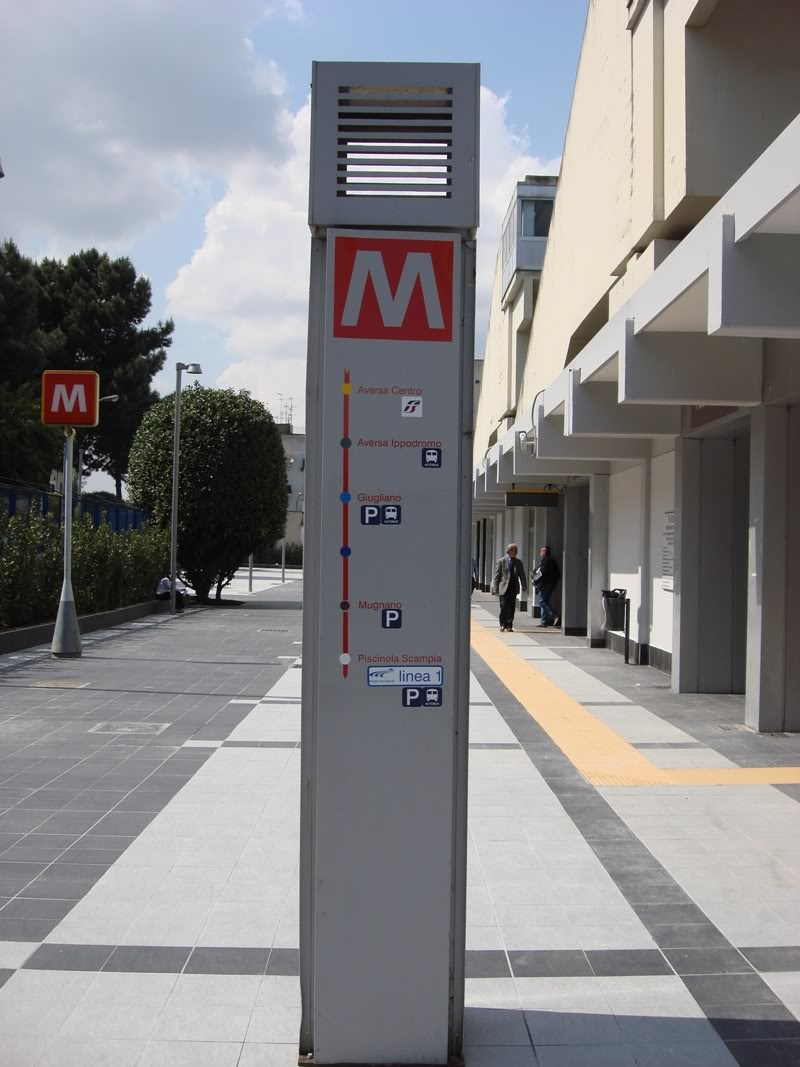
Palina nei pressi della stazione di Piscinola

L'infrastruttura, interamente elettrificata e a doppio binario, ricalca in parte il tracciato della preesistente ferrovia, con caratteristiche di metropolitana tradizionale (o "pesante"), e prevalentemente in sotterraneo.
La linea si estende per una lunghezza di 10,285 chilometri; le banchine delle stazioni misurano 120 metri di lunghezza. Essa presenta una pendenza massima di 35,48‰. Il raggio minimo di curvatura della linea è di 354 metri, e lo scartamento dei binari è di 1.435 mm, conforme allo standard europeo.
Per quanto riguarda l'alimentazione, la linea è servita da due sottostazioni elettriche, che forniscono una tensione secondaria di 3000 volt in corrente continua.
Il sistema di segnalamento della linea è automatizzato e utilizza correnti codificate, mentre le stazioni sono dotate di cinque Posti di Blocco Automatici (P.P. ACC) e un Posto Centrale (P.C. ACC), tutti forniti dalla Ansaldo.
Poco prima di raggiungere la stazione di Aversa Ippodromo, la galleria compie una doppia curva a "S" per aggirare il complesso ospedaliero di Aversa. In questo tratto, i binari non sono posati su una tradizionale massicciata, bensì su una platea costituita da blocchi prefabbricati antivibrazione, analoghi a quelli utilizzati nella tratta Vanvitelli-Dante della linea 1. Questa soluzione tecnica è stata adottata per ridurre al minimo le vibrazioni generate dal transito dei treni, data la vicinanza della galleria all'ospedale.

### Percorso
|  | Unknown route-map component "utKACCa" |

|  | Unknown route-map component "utHSTACC" |

|  | Unknown route-map component "utHSTACC" |

|  | Unknown route-map component "uetHSTACC" |

|  | Unknown route-map component "utHSTACC" |

| Unknown route-map component "uhCONT4+f" | Urban tunnel straight track |

| Unknown route-map component "uhACC" + Unknown route-map component "HUBaq" | Unknown route-map component "utACCe@f" + Unknown route-map component "HUBeq" |

| Unknown route-map component "uehKRWgl" | Unknown route-map component "uexKRWg+r" |

| Unknown route-map component "uhENDEe" | Unknown route-map component "uextSTRa" |

|  | Unknown route-map component "uextHSTACC" |

|  | Unknown route-map component "uextHSTACC" |

|  | Unknown route-map component "uextHSTACC" |

|  | Unknown route-map component "uextACC" |

|  | Unknown route-map component "uextCONTf" |

La linea si distacca presso la stazione di Piscinola-Scampia della linea 1 e, separatasi dal vecchio sedime in corso di recupero per il prolungamento della metropolitana stessa, piega verso nord servendo, nell'ordine, Mugnano, Giugliano e Aversa.
La fermata di Giugliano sorge a 700 metri dalle cosiddette Colonne di Giugliano, in un'area un tempo caratterizzata dal doppio bivio per Giugliano e Sant'Antimo della tranvia Napoli-Aversa/Giugliano, gestita dalla Société Anonyme des Tramways Provinciaux (SATP).
Da Giugliano il percorso, sempre su sede totalmente nuova, raggiunge la città di Aversa servita dalle fermate Aversa Ippodromo e Aversa Centro, quest'ultima sita a poca distanza dalla stazione RFI di Aversa.
Rispetto al vecchio percorso dell'Alifana bassa, di cui costituisce la sostituzione, il nuovo percorso non serve alcuni comuni, come Marano, Calvizzano e Villaricca, ma nemmeno la parte sud e ovest di Mugnano e neanche il centro di Giugliano, infatti, la nuova linea corre molto più a est, lambendo la parte orientale di Giugliano e Mugnano nelle cui periferie sono poste le omonime stazioni.

## Materiale rotabile

### Le prime vetture: le MA 100
Sulla linea furono inizialmente utilizzati tre convogli della linea 1 della metropolitana di Napoli (Metronapoli M1), fino all'aprile 2009, quando la linea fu estesa da Mugnano ad Aversa Centro. Successivamente furono acquistati e modificati alcuni treni di elettromotrici MA 100 usati precedentemente sulla linea A della metropolitana di Roma. Sono le uniche elettromotrici attualmente utilizzate. Al 2025 è in servizio un MA 100 da due vagoni. In totale la flotta comprende 11 convogli.

### I treni CAF Inneo

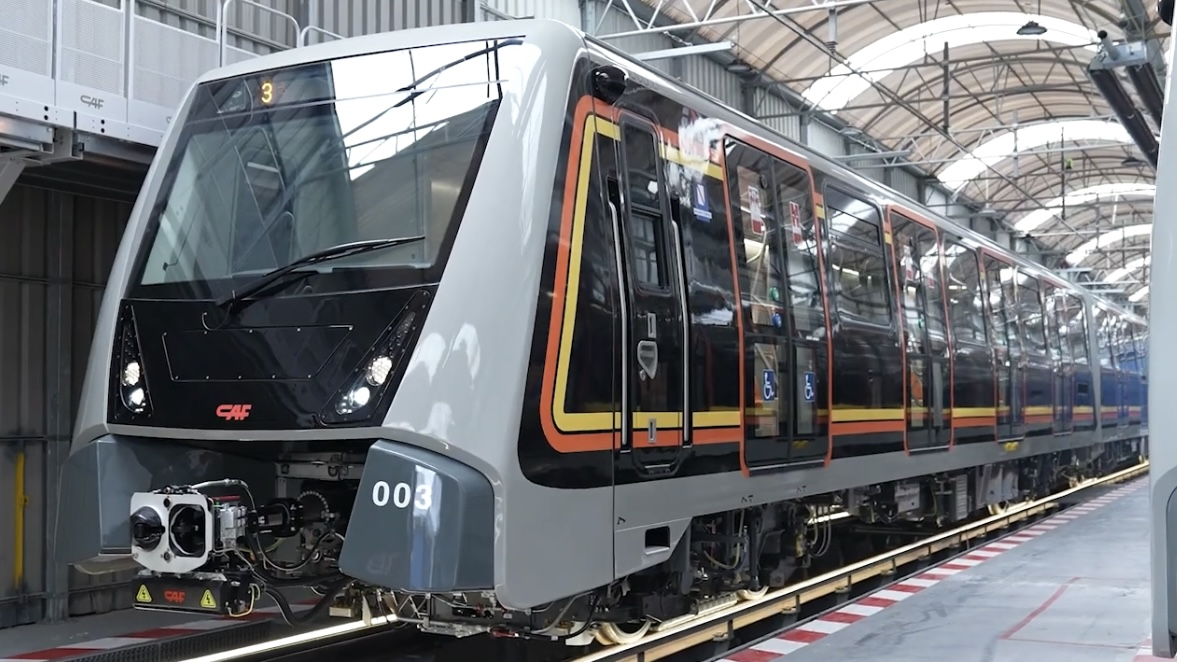
Uno dei nuovi treni CAF Inneo (2023)

Nel 2020 l'Ente Autonomo Volturno, gestore della linea, stipulò un primo contratto con l'azienda spagnola Construcciones y Auxiliar de Ferrocarriles (CAF) per l'acquisto di 4 nuovi treni Inneo; nel luglio 2023 fu firmato un secondo contratto per la fornitura di ulteriori 6 treni, portando i treni in totale a dieci. I convogli sono identici a quelli già acquistati e messi in funzione dalla Linea 1, l'unica differenza è la livrea e il colore arancione che sostituisce l'azzurro.

## Frequentazione
| anno                                                                          | anno |  | passeggeri | passeggeri |
| ----------------------------------------------------------------------------- | ---- |  | ---------- | ---------- |
| 2023                                                                          | 2023 |  | 1 328 235  |            |
| 2022                                                                          | 2022 |  | 1 505 260  |            |
| 2021                                                                          | 2021 |  | 1 168 365  | 1          |
| 2020                                                                          | 2020 |  | 1 258 885  | 1          |
| 2019                                                                          | 2019 |  | 2 428 345  |            |
| 2018                                                                          | 2018 |  | 2 184 525  |            |
| 2017                                                                          | 2017 |  | 2 532 370  |            |
| 2016                                                                          | 2016 |  | 3 000 000  |            |
| 2015                                                                          | 2015 |  | 3 057 970  |            |
| 2014                                                                          | 2014 |  | 3 089 360  |            |
| 2010                                                                          | 2010 |  | 2 400 000  |            |
| note 1 Anni interessati dalle restrizioni connesse alla pandemia di COVID-19. |      |  |            |            |

## Servizio
Da ottobre 2024, il cadenzamento è di un convoglio ogni quindici minuti nelle fasce orarie di punta del mattino, dalle 7:00 alle 9:00 (6.45 - 8.45 in direzione Aversa), mentre rimane inalterata a semioraria la frequenza nelle restanti ore del giorno. L'EAV, in previsione della futura chiusura dell'anello metropolitano, acquistò 10 nuovi treni dall'azienda spagnola Construcciones y Auxiliar de Ferrocarriles con le stesse caratteristiche di quelli già acquistati per la linea 1. Con l'entrata in funzione dei nuovi treni, il cadenzamento sarà di circa 3 minuti.

## Depositi
La linea utilizza in via provvisoria il deposito della linea 1 della metropolitana di Napoli, sito a Piscinola.
Inoltre, immediatamente prima della stazione Giugliano è presente un grande camerone con ai lati due lunghi binari di ricovero per i treni.
È in costruzione un nuovo deposito presso il comune di Giugliano, che si estende su un'area di circa 23 ettari, diviso in due parti distinte.
La prima, che si affaccia sulla via Appia e occupa circa 5 ettari, ospita gli uffici di gestione e rappresentanza. La seconda, più ampia con oltre 15 ettari, è dedicata alle attività tecniche del deposito, compresa la movimentazione e la manutenzione dei convogli. 
Quest'area, accessibile tramite viale principale, è caratterizzata da due blocchi di edifici a forma di C, che creano due grandi corti scoperte. Il primo blocco ospita gli uffici e gli spazi rappresentativi dell'Ente, protetti da una leggera collina verde. Il secondo blocco, situato dietro al primo, include un auditorium, aule per la formazione, una foresteria e un edificio tecnologico, disposti lungo i tre tratti della C. Entrambi i blocchi sono serviti da ampie aree di parcheggio.
La seconda area, più ampia e funzionale per il movimento dei treni, contiene capannoni per le officine di manutenzione, spazi per il rimessaggio, servizi per il personale e una torre di controllo. Una grande rotonda funge da punto di connessione tra le due aree, mentre un sovrappasso coperto facilita il passaggio pedonale e evita attraversamenti pericolosi. Anche qui sono presenti ampie aree di parcheggio per veicoli privati.
Per il progetto sono stati stanziati 120 milioni di euro, finanziati dal PNRR. I lavori sono iniziati nel settembre 2024.